# Abbas Hassan
Abbas Hassan, talvolta indicato come Abbass Hassan (in arabo عباس حسن‎?; 10 maggio 1985), è un ex calciatore libanese con cittadinanza svedese, di ruolo portiere.

## Carriera

### Club
Nel 2005 Hassan ha iniziato la stagione come secondo portiere dell'Elfsborg, debuttando in Allsvenskan il 20 giugno 2005 nel secondo tempo di Elfsborg-Malmö FF (3-1). Proprio nel corso di quella partita il titolare Johan Wiland si infortunò seriamente, con la società che decise di ingaggiare un sostituto, Håkan Svensson, il quale ricoprì il ruolo di primo portiere per sette partite. Nel finale di campionato tuttavia fu Hassan a conquistare lo spazio da titolare.
Alle dieci presenze nell'Allsvenskan 2005 sono seguite le tre nell'Allsvenskan 2007, per il resto Hassan è rimasto seduto in panchina o ha giocato in coppa. Prima dell'inizio della stagione 2009 è stato ceduto il titolare Wiland, ma gli arrivi del portiere australiano Ante Čović e dello svedese Joakim Wulff hanno indotto Hassan a voler lasciare l'Elfsborg.
Il 9 luglio 2009 è stato ufficializzato il suo prestito annuale ai danesi dell'Aalborg, senza però riuscire a giocare partite di campionato, rimanendo sempre riserva di Karim Zaza.
Nell'estate 2010 è tornato in Svezia per approdare in prestito all'IFK Norrköping in seconda serie. Ha debuttato con la nuova maglia il 27 agosto 2010, per via della squalifica del titolare Niklas Westberg. La squadra è stata promossa in Allsvenskan, e Hassan è stato ingaggiato a titolo definitivo con un contratto triennale. Dopo un paio di stagioni in cui ha collezionato complessivamente 30 presenze in campionato, ha perso il posto da titolare nel corso dell'Allsvenskan 2012 in favore del giovane David Mitov Nilsson.
Prima dell'inizio della stagione 2013 ha risolto il contratto con l'IFK Norrköping ed è tornato all'Elfsborg a tre anni e mezzo di distanza. Durante questa parentesi ha ricoperto il ruolo di secondo portiere dietro a Kevin Stuhr Ellegaard fino all'agosto 2016, quando è passato all'Örgryte in Superettan con un breve contratto fino al termine della stagione.
Nel 2017 è volato in Libano per iniziare a giocare nel Nejmeh. È rientrato in Svezia nei primi mesi del 2020, complice la pandemia di COVID-19 e le proteste in Libano iniziate nell'ottobre 2019 che avevano causato la sospensione dell'attività calcistica nel paese a partire dal 21 gennaio 2020.

### Nazionale
Nonostante qualche presenza con le nazionali giovanili svedesi, nel gennaio 2012 Hassan ha potuto esordire tra i pali della nazionale del Libano.

## Palmarès

### Club

#### Competizioni nazionali
- Campionato svedese: 1

Elfsborg: 2006
- Coppa di Svezia: 1

Elfsborg: 2013-2014
- Supercoppa di Svezia: 1

Elfsborg: 2007